# Preussische Staatsbank
Preussischa Staatsbank var en tysk bank, grundad 1772 av Fredrik II av Preussen under namnet Seehandlungs-Gesellschaft.
Banken grundades som ett handelsföretag med ändamål att bedriva varuutbyte och skeppsrörelse, bland annat med monopol på salthandeln i Preussen. Efter ett sammanbrott 1806 övertog staten hela aktiekapitalet. Vid sidan av handelsrörelsen upptogs nu även penning- och kreditverksamhet. 1820 övergick Seehandlungs-Gesellschaft till att bli ett statens eget penninginstitut, som till en början behöll handels- och rederirörelsen och till och med upptog vissa industrigrenar på sitt program, men från 1845 övergavs all annan rörelse och endast bankverksamheten behölls. Sehandlungs-Gesellschaft stod i spetsen för det så kallad Preussenkonsortiet omfattande ett 30-tal av Tysklands främsta banker. 1918 bytte man namn till Preussische Staatsbank. Förutom åt de statliga finansfrågorna ägnade sig Preussische Staatsbank intresse åt privat bankrörelse, men efter ett förlustbringande missgrepp 1924 fick den 1926 en ny arbetsordning, varigenom dess direkta kreditgivning till enskilda företag starkt begränsades.
Preussische Staatsbank avvecklades efter andra världskriget.